# Jan Eriksson (ur. 1967)
Jan Eriksson (ur. 24 sierpnia 1967 w Sundsvall) były szwedzki piłkarz. Podczas kariery piłkarskiej Eriksson grał na pozycji obrońcy.
W reprezentacji Szwecji wystąpił 35 razy, strzelając 4 bramki. W 1990 był w kadrze Szwecji na Mistrzostwa Świata, jednakże nie zagrał tam ani minuty. Mistrzostwa Europy w 1992 rozgrywane na boiskach Szwecji, okazały się turniejem życia dla Erikssona, gdyż strzelił tam 2 gole spośród 4 jakie strzelił w reprezentacji, które zapewniły awans reprezentacji Szwecji do półfinału. Dzięki temu występowi Eriksson został nagrodzony tytułem piłkarza roku w Szwecji.
W późniejszych latach Erikssona prześladowały kontuzje (przez jedną z nich wypadł w ostatniej chwili z kadry na Mistrzostwa Świata w 1994 roku. Ostatecznie zakończył karierę w 1999 roku w Tampa Bay Mutiny.